# Direito clássico
Direito clássico é o corpo de leis que vigoraram entre o antigo povo romano, compiladas e codificadas por Justiniano I.
O período clássico do Direito romano compreende entre os séculos II a.C. até o século III d.C. Nesse período houve muitas inovações e aperfeiçoamento do direito. A atuação dos magistrados e dos jurisconsultos foi fundamental para essa evolução do direito. Eles introduziram modificações para atender às exigências práticas de seu tempo.